# Giacalone
Giacalone (da "giacaluni", "sorta di ghiro") è una località italiana frazione del comune di Monreale.

## Geografia
Si trova a 650 metri dal livello del mare, situata nell'entroterra tra Monreale e il comune di San Giuseppe Jato, vicino alla località di Poggio San Francesco. Giacalone è situato lungo il margine destro della valle del Sant'Elia. Giacalone è circondato da rilievi calcarei uno di questi è il Pizzo dell'Assolicchiata (alto 1039 m), il Pizzo della Nespola (alto 1086 m) è situato in direzione più interna ed infine il Monte Matassaro Renna (alto 1150 m) che chiude la visuale sino alla Pizzuta (1.333 m).
Gran parte della frazione si sviluppa lungo la strada provinciale 20 che collega la statale 186 Palermo-Partinico alla strada di scorrimento veloce Palermo-Sciacca e a San Giuseppe Jato. Originariamente era un feudo monrealese di proprietà arcivescovile, insieme a Vallecorta, Renda, Barone, Fontana Fredda e Cannavera. Dal lato di Montelepre si trova il Castellaccio di Sagana, di importante valore archeologico.